# Rainer Ortleb
Rainer Ortleb, né le 5 juin 1944 à Gera, est un homme politique allemand ayant appartenu au Parti libéral-démocrate (FDP).
En 1989, il prend la présidence du Parti libéral-démocrate d'Allemagne (LDPD), actif en Allemagne de l'Est et très récemment dégagé de la tutelle du Parti socialiste unifié d'Allemagne (SED). Il entre l'année suivante à la Chambre du peuple, lors des premières élections libres, puis devient ministre fédéral avec attributions spéciales à la suite de la réunification allemande, avant d'être nommé ministre fédéral de l'Éducation en 1991. Il quitte le gouvernement en 1994, et démissionne du Parti libéral-démocrate (FDP), qui avait absorbé le LDPD en 1990, sept ans plus tard.

## Éléments personnels
Il passe son Abitur en 1963, puis suit des études supérieures de mathématiques à l'université technique de Dresde, où il décroche sept ans plus tard un doctorat. Il reçoit son habilitation à diriger des recherches en 1983 et devient maître de conférences en systèmes de traitement de l'information à l'université de Rostock un an plus tard. En 1989, il accède au statut de professeur.
Il est marié, et père de deux enfants.

## Vie politique

### Parcours militant
Il adhère au Parti libéral-démocrate d'Allemagne (LDPD), alors membre du Front national de RDA, qui réunissait tous les partis autorisés d'Allemagne de l'Est sous la tutelle du Parti socialiste unifié d'Allemagne (SED), en 1968. Il en prend la direction dans l'arrondissement de Rostock en 1987, puis est élu président du parti en 1989.
Lors de la réunification allemande, le LDPD est absorbé par le Parti libéral-démocrate (FDP), dont il est désigné vice-président fédéral. Il est porté à la tête de la fédération du Mecklembourg-Poméranie-Occidentale pour trois ans en 1991, puis devient en 1996 président du FDP de Saxe. Chef de file libéral pour les régionales de 1999, il réalise un piètre score avec moins de 2 % des voix, puis quitte le parti en 2001 après avoir refusé de soutenir l'élection d'Ingolf Roßberg au poste de maire de Dresde, qui s'est finalement produite.

### Activité institutionnelle
Il est élu député à la Chambre du peuple d'Allemagne de l'Est lors des premières élections libres, organisées le 18 mars 1990. Du fait de la réunification allemande, il entre au Bundestag le 3 octobre suivant, comme délégué de l'ex-RDA, et est aussitôt nommé ministre fédéral avec attributions spéciales. Au cours des élections fédérales du 2 décembre, il est élu député fédéral de Mecklembourg-Poméranie-Occidentale.
Le 18 janvier 1991, Rainer Ortleb est désigné ministre fédéral de l'Éducation et de la Science de l'Allemagne unifiée dans la coalition noire-jaune d'Helmut Kohl. Il démissionne le 4 février 1994 pour raisons de santé, et continue de siéger au Bundestag jusqu'en 1998, après quoi il se retire de la vie politique.